# Sharashova
Sharashova (bielorruso: Шарашо́ва o Шарашэ́ва; ruso: Ше́решево o Шерешё́во; polaco: Szereszów) es un asentamiento de tipo urbano de Bielorrusia perteneciente al raión de Pruzhany en la provincia de Brest. Es la sede administrativa del consejo rural homónimo sin formar parte del mismo.
En 2017, la localidad tenía una población de 1759 habitantes.
Se conoce la existencia de la localidad desde 1380. Inicialmente estuvo en manos de varias familias nobles, hasta que en 1536 fue adquirida por Bona Sforza de Milán. Al heredar el pueblo su hijo Segismundo II Augusto Jagellón, este le concedió el estatus de ciudad; al no tener Segismundo descendencia, tras su muerte el pueblo pasó a propiedad estatal. En la partición de 1795 se incorporó al Imperio ruso, adquiriendo importancia en el siglo XIX al quedar cerca de la frontera con el reino de Prusia.
Se ubica unos 15 km al oeste de la capital distrital Pruzhany, junto a la carretera P81 que lleva a Bielsk Podlaski.